# Gippsland
Gippsland är en region i östra delen av delstaten Victoria i Australien.  Regionen ligger öster om Melbourne och har en yta av 41 556 kvadratkilometer och 256 000 invånare. 
Regionen delas normalt upp i East Gippsland, South Gippsland, West Gippsland och Latrobe Valley. Vid havet vid Bass sund ligger lagunområdet Gippsland Lakes.

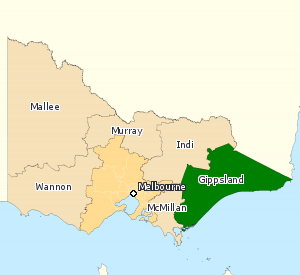
Gippslands läge i Victoria